# مدرسه سختگیر
مدرسه سختگیر (به انگلیسی: The Austere Academy) نام یکی از کتاب‌های مجموعه ماجراهای بچه‌های بدشانس است. این کتاب توسط دنیل هندلر با نام مستعار لمونی اسنیکت نوشته شده و برت هلکوئیست آن را تصویرگری کرده‌است.

## نام
مدرسه سختگیر- نام انگلیسی: The Austere Academy

## کتاب قبلی و کتاب بعدی
کارگاه مصیبت‌بار|مدرسه سختگیر|آسانسور قلابی

## مشخصات کتاب
نوشته لمونی اسنیکت با تصویر گری برت هلکوئیست پنجمین داستان از سری ماجراهای بچه‌های بدشانس که توسط رضا دهقان به فارسی ترجمه گردید و در ۱۸۷ صفحه توسط نشر ماهی منتشر شده‌است.

## داستان
ویولت بودلر و کلاوس بودلر و سانی بودلر پس از اخراج از کارگاه لاکی اسملز به مدرسه شبانه روزی پروفراک می‌روند و چون قیم زنده و حاضری پولی به مدرسه پرداخت نمی‌کند باید شرایط وحشتناکی را داشته باشند و از قوانین خنده‌داری پیروی کرده و برای تخطی از قوانین مجازات‌های خنده‌داری گذاشته شده‌است آنها هرکدام به کلاسی می‌روند یکی به کلاسی می‌رود درباره سیستم متریک، دیگری به کلاسی می‌رود که معلمش همیشه موز می‌خورد و پشت سرهم داستان می‌گوید. سانی هم به بخش اداری رفته بود منشی نرون معاون مدرسه شده بود. معلم ورزش هم همان کنت الاف است که می‌خواهد با تغییر قیافه به فردی هندی به نام چنگیز شکل خود را تغییر دهد و بچه‌ها را مجبور کند تا صبح بدوند که درسشان ضعیف شود و از مدرسه اخراج شوند تا به قیمومت چنگیز درآیند اما آنها دو دوست دیگر دارند که نامشان دانکن و ایزادورا کواگمایر است و بهشان کمک می‌کنند تا از این مشکلات جان سالم بدر ببرند اما در آخر چون آنها هم شرایط مشابه بودلرها را داشتند توسط کنت الاف دزدیده می‌شوند.